# Overijsselpad

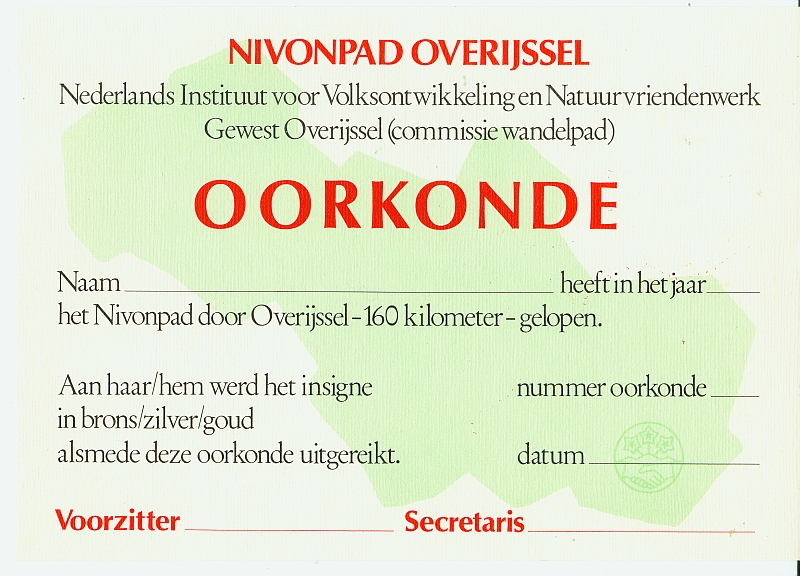
Oorkonde Overijsselpad

Het Overijsselpad is een voormalige langeafstandwandelpad dat tussen Steenwijk en Enschede lag. De lengte was 177,5 km en verdeeld in 6 trajecten. De route was samengesteld door de Werkgroep Nivon-paden Overijssel. De eerste druk van de wandelgids Overijsselpad is uitgegeven in 1985.

## Ontstaan
In 1980 werd het Nivonpad gepresenteerd, het eerste naoorlogse langeafstandwandelpad in Nederland. Het verbond twee Nivon Natuurvriendenhuizen, De Hondsrug in Noordlaren en Het Hunehuis in Darp. Kort daarop ontwierp de werkgroep Overijssel een eigen pad, van het Hunehuis naar Den Broam in Buurse. Om de beide paden goed van elkaar te onderscheiden werd gekozen voor Nivonpad door Drente en Nivonpad door Overijssel. Een paar jaar later, na het verschijnen van het Pieterpad, werden de namen ingekort tot Drentepad en Overijsselpad. Het Overijsselpad hoefde tussen 1985 tot 2006 maar weinig aangepast te worden. Het belangrijkste verschil met het oorspronkelijke pad is de aanlooproute van station Steenwijk naar het Hunehuis en van Den Broam naar de bushalte Hesselinklanden in Enschede-Zuid. 

## Etappes
| 1 | Steenwijk | de Wijk  | 32 km   |
| 2 | de Wijk   | Junne    | 35 km   |
| 3 | Junne     | Holten   | 38 km   |
| 4 | Holten    | Enter    | 20,5 km |
| 5 | Enter     | Delden   | 22,5 km |
| 6 | Delden    | Enschede | 29,5 km |

Het Overijsselpad was aangegeven met de internationaal bekende wit-rode  merktekens van langeafstandswandelpaden (LAW) en stond in detail beschreven en op kaart ingetekend in een Nivon-wandelgids.
Al na een paar jaar werd 43 km van de route (tussen Junne en Holten) bij het Pieterpad ingelijfd, zoals ook gebeurde met het Drentepad, waarmee de aantrekkelijkheid ervan danig was afgenomen. In Drenthe werd daarom uiteindelijk een geheel nieuw streekpad ontwikkeld. Het was in Overijssel een van de belangrijkste redenen waarom op 14 september 2006 een geheel vernieuwde LAW door Overijssel is geopend. Het centrale thema van dit pad is de geschiedenis van de havezaten, vandaar de naam Overijssels Havezatenpad. Het oude Overijsselpad was vanaf dat moment feitelijk opgehouden te bestaan. De markering werd nog tot september 2007 onderhouden, maar rond kruispunten met andere wit-rode routes verwijderd. 
In 2012 is het gedeelte tussen Ommen en Steenwijk opnieuw in gebruik genomen als uitbreiding aan het Maarten van Rossumpad. Daartoe moest hier en daar wel een en ander gewijzigd en verbeterd worden. Met name in de Boswachterij Staphorst kon de oorspronkelijke route aantrekkelijker worden gemaakt door de moderne natuurontwikkelingen te benutten. De aansluiting met het centrum van Ommen kon geheel los van het Pieterpad worden ontworpen.